# Солнцедар (посёлок)
Солнцеда́р — бывший курортный посёлок в Краснодарском крае. На момент упразднения являлся центром Солнцедарского поссовета Геленджикского района. В 1962 году включен в состав города Геленджика, и исключенн из учётных данных.

## География
Располагался на Черноморском побережье между двумя бухтами — Геленджикской и Рыбацкой.

## История
Удобные для стоянки бухты Черноморского побережья издревле привлекали мореходов, а приморское плато со спокойным рельефом и комфортным климатом было наиболее пригодным для заселения местом. Об этом свидетельствуют многочисленные находки археологов. К ним, в частности, относится и обнаруженная в парке санатория «Голубая бухта» стоянка эпохи неолита.
18 июля 1909 года дачевладельцы Солнцедара торжественно открыли Естественно-исторический музей, разместившийся на территории усадьбы Михаила Михайловича Рейнке. С этого времени ведёт свою историю Геленджикский музей.
Ещё до революции в этих местах были виноградники. 10 июня 1919 года Геленджикский Ревком издал декрет о создании «Народного имения Солнцедар», а через год земельный отдел Геленджикского Ревкома письмом № 983 от 20.06.1920 года сообщал Новороссийскому окружному земотделу, что в Геленджике созданы 3 совхоза, один из которых — на Тонком мысу.
В 1929 году дачное поселение приобрело статус курортного посёлка, а в 1962 году административно включено в состав города Геленджик. Ныне это место именуется Голубая бухта.

## Население
| 1926 | 1939  | 1959  |
| ---- | ----- | ----- |
| 69   | ↗1935 | ↗2341 |